# It's Okay!
Pour plus de détails, voir Fiche technique et Distribution.
It's Okay! (hangeul : 괜찮아 괜찮아 괜찮아! ; RR : Gwaenchana gwaenchana gwaenchana!) est une comédie dramatique sud-coréenne réalisée par Kim Hye-young et sortie en 2023,.

## Fiche technique
Sauf indication contraire, les informations mentionnées dans cette section peuvent être confirmées par les bases de données cinématographiques IMDb et Allociné,  présentes dans la section « Liens externes ».
- Titre original : 괜찮아 괜찮아 괜찮아!, Gwaenchana gwaenchana gwaenchana!
- Titre international et français : It's Okay!
- Réalisation : Kim Hye-young
- Scénario : Kim Hye-young et Cho Hong-jun
- Musique : Kim Jun-seok (ko)
- Décors : Kim Seung-kyung
- Costumes : Yang Jin-sun
- Photographie : Lee Seok-min
- Son : Park Jong-kun
- Montage : Gang Hee-lee
- Production : 
  - Production déléguée : Song Won-seok
- Société de production : Twomen Film
- Société de distribution : Wayna Pitch (France)
- Pays de production :  Corée du Sud
- Langue originale : coréen
- Format : couleur — 2,39:1 — son 5.1
- Genre : comédie dramatique
- Durée : 102 minutes
- Dates de sortie :
  - Corée du Sud : 6 octobre 2023 (Festival international du film de Busan) ; 26 février 2025 (en salles)
  - France : 1er novembre 2024 (Festival du film coréen à Paris) ; 19 février 2025 (en salles)

## Distribution
- Lee Re : In-young
- Jin Seo-yeon (en) : Seol-ah
- Chung Su-bin (en) : Na-ri
- Son Suk-ku (en) : Dong-wook
- Lee Jung-ha (en) : Do-yoon